# Swietłana Komiendantowa
Swietłana Komiendantowa (ros.: Светлана Комендантова; ur. 4 listopada 1985 w Nieftiejugansku) – białoruska biathlonistka, jej największym sukcesem jest 4. miejsce w sztafecie w czasie Mistrzostw Świata Juniorów w 2005 roku.

## Osiągnięcia

### Mistrzostwa Europy
| Rok  | Miejsce           | IN | SP | PU | MS | RL |
| 2005 | Nowosybirsk       | 6  |    |    |    |    |
| 2006 | Langdorf-Arbersee | 63 |    |    |    |    |

### Mistrzostwa świata juniorów
| Rok  | Miejsce      | IN | SP | PU | MS | RL |
| 2005 | Kontiolahti  | 30 | 26 | 15 |    | 4  |
| 2006 | Presque Isle | 12 | 38 |    |    | 10 |

IN – bieg indywidualny, SP – sprint, PU – bieg pościgowy, MS – bieg ze startu wspólnego, RL – sztafeta